# اندیس خرمایو
خرمایو یک اندیس فلزی است که در حوالی شهر عشق آباد استان خراسان قرار دارد و مادهٔ معدنی موجود در آن، سرب و روی است.سنگ میزبان این اندیس شیل است و دیرینگی آن به دوران ژوراسیک می‌رسد. 